# Žydrūnas Savickas
Žydrūnas Savickas (nacido el 15 de julio de 1975 en Biržai, Lituania) es un strongman y potencista lituano. Considerado por muchos atletas y profesionales de la fuerza como el strongman más fuerte de la historia moderna, debido a innumerables récords mundiales en levantamiento de potencia.

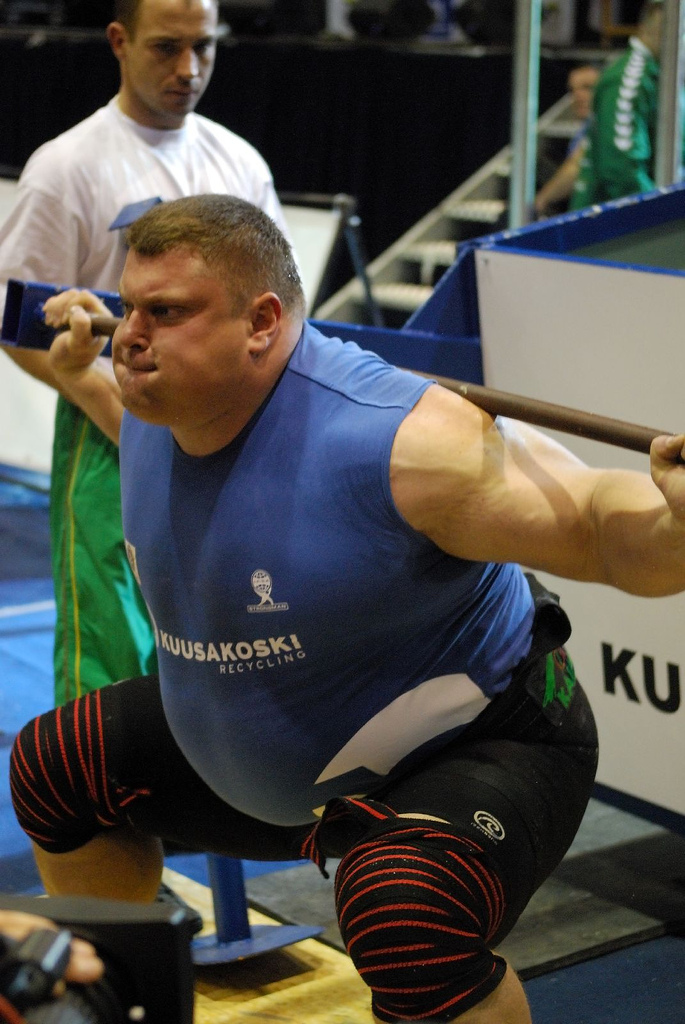
Žydrūnas Savickas.

## Vida

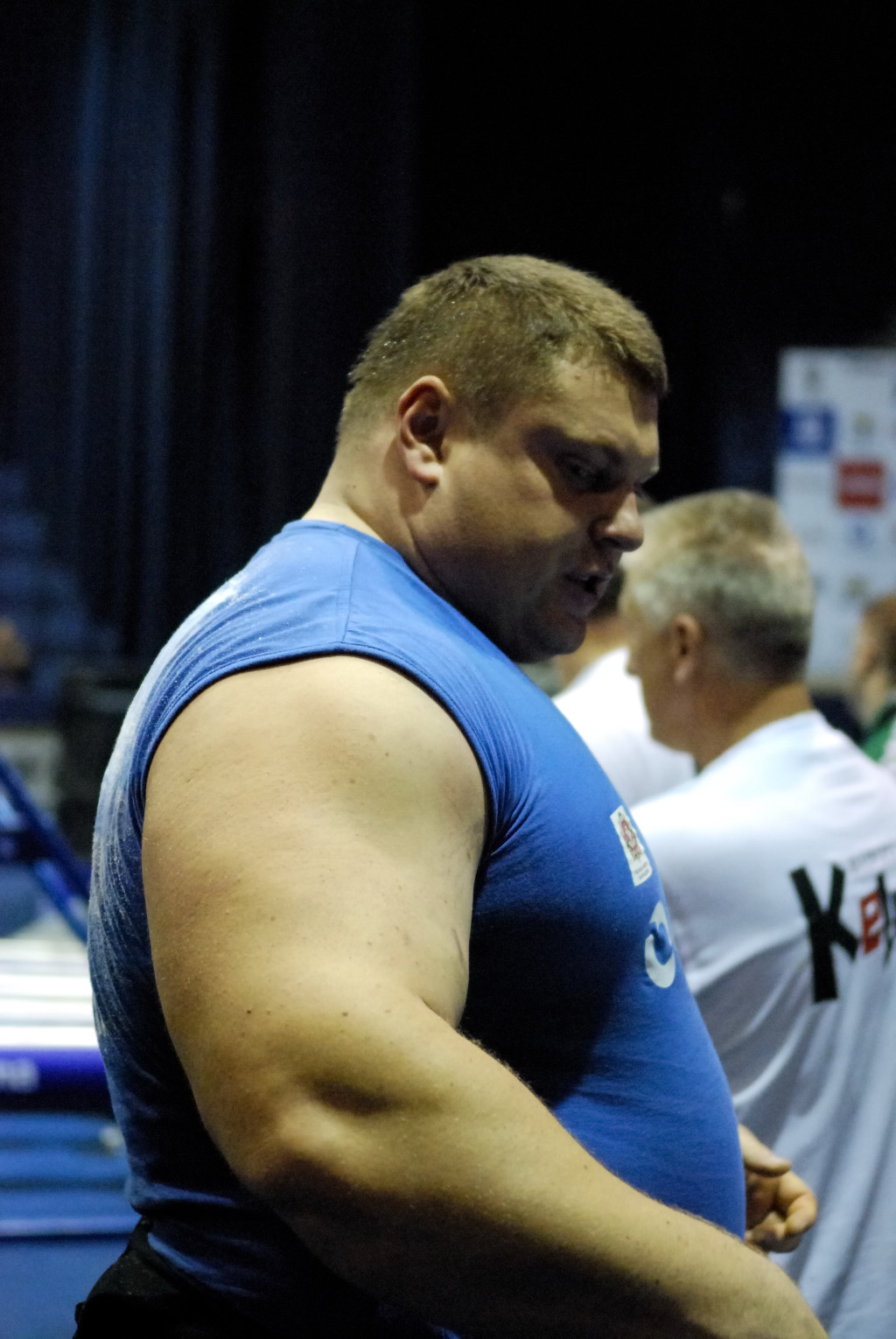
Žydrūnas Savickas en el campeonato mundial de IFSA de 2007.

Desde niño Žydrūnas siempre estuvo interesado en hacer deportes y comenzó a interesarse específicamente en competiciones de strongman luego de ver una competición por televisión en 1989.
Tres años después participó por primera vez en una competición menor de strongman donde derrotó a varios competidores mayores que él (salió en 5.º lugar). Con sólo 17 años ya era tan bueno como otros atletas de fuerza calificados de su país. A pesar de ser buen strongman, a los 20 años decidió comenzar a competir en levantamiento de potencia (powerlifting), y al poco tiempo salió segundo en una competición de toda Lituania. Savickas es el único lituano en romper la barrera de los 400 kg en sentadillas.
En 1998 Savickas volvió al strongman, participando por primera vez en El hombre más fuerte del mundo en Marruecos y poco después ganó un campeonato de powerlifting en Japón con un total de 1020 kg. Desafortunadamente, en 2000 se lesionó gravemente la rodilla y no pudo competir en strongman por nueve meses. Estuvo muy cerca de arruinar su carrera. En 2003 y 2004 fue segundo en el hombre más fuerte del mundo, en 2003 superado por Mariusz Pudzianowski y en 2004 superado por Vasyl Virastyuk. Savickas ha ganado nada menos que seis años consecutivos la competición Arnold Strongman Classic desde 2003 hasta 2008. En septiembre de 2005 Savickas ganó el El hombre más fuerte del mundo IFSA. 
Žydrūnas volvió a ganar la competición de 2006 en Islandia. El 24 de octubre de 2005 Savickas representó a Lituania en una competición entre países junto a Vidas Blekaitis, Saulius Brusokas, y Vilius Petrauskas. El equipo lituano ganó el premio de la Federación Internacional del Atletismo de Fuerza (IFSA), a la nación más fuerte del mundo.

## Récords personales

### Powerlifting
- Press de banca 286 kg;
- Sentadilla 433 kg (récord de Lituania)
- Peso muerto 524.5 kg (con ruedas Récord mundial);
- Total 1128,5 kg (récord de Lituania).

### Strongman
- Ruedas de Apollon: 166 kilos x 8 repeticiones. Récord mundial compartido con Koklyaev y Sider.
- Ruedas de Apollon, a peso máximo: 215 kilos, récord mundial.
- Levantamiento del tronco: 228 kilos, récord mundial. En Arnold Classic Brasil.
- Peso muerto con ruedas: 524 kilos.

## Logros
- El hombre más fuerte del mundo - ganador (2009, 2010, 2012 y 2014) 2.º puesto (2002, 2003, 2004,2011,2013,2015);
- Arnold Strongman Classic - ganador (2003, 2004, 2005, 2006, 2007, 2008, 2014 y 2016);
- Fortissimus - ganador 2009
- El hombre más fuerte del mundo IFSA - ganador (2005, 2006);
- El hombre más fuerte de Lituania (1998, 1999, 2000, 2002, 2004, 2005, 2006);
- Equipo ganador lituanes (2006);
- Campeón europeo de IFSA (2005);
- Equipo mundial ganador (2005);
- Vicecampeón mundial de potencia (2000);
- Campeón de Lituania en potencia (1995-1997, 1999-2005) - 10 veces.